# Pusti da ti leut svira
A Pusti da ti leut svira a Dubrovački trubaduri harmadik nagylemeze, amely 1971-ben jelent meg a Jugoton kiadásában. Katalógusszáma: LPYVS-50906.

## Az album dalai

### A oldal
1. Pusti da ti leut svira
2. Lijepo ime vino
3. Zar da opet budem sam
4. Luda pjesma
5. Ana Maria
6. Šalom judit

### B oldal
1. Marijana
2. Tanja
3. Znam da ima jedna staza
4. Pjesma puni život moj
5. U ranu zoru
6. Anđele moj

## Külső hivatkozások
- http://rateyourmusic.com/release/album/dubrovacki_trubaduri/pusti_da_ti_leut_svira/